# Covelas (Póvoa de Lanhoso)
Covelas es una freguesia portuguesa del concelho de Póvoa de Lanhoso, con 2,84 km² de superficie y 400 habitantes (2001). Su densidad de población es de 140,8 hab/km².